# San Vito di Vipacco
San Vito di Vipacco (in sloveno Podnanos, in passato Šent Vid; nel XIX secolo in tedesco Sankt Veit) è un insediamento (naselje) di 409 abitanti della Slovenia, situato nel comune di Vipacco (in sloveno Vipava). È capoluogo di una comunità locale, che comprende anche i vicini insediamenti di Orehovica, Podbreg, Poreče e Hrašče.

## Geografia fisica
La località si trova alle pendici occidentali del monte Nanos, nell'alta Valle del Vipacco, ed è percorsa dal Rio del Macile (Močilnik).

Il centro è situato a 6,4 km dalla sede comunale (circa 21,6 dal confine italiano), sulla strada che conduce a Prevallo (Razdrto), in prossimità della deviazione verso Monte Urabice (Vrabče), che procede verso Carso triestino.

Il territorio è ricco di campi coltivati e vigneti, posti sulle pendici riparate dal vento.

I corsi d'acqua sono il Rio del Macile (Močilnik) e Pasji rep.

## Storia
Il territorio era stato occupato attorno al VI secolo da popolazioni slave. Nell'887 Arnolfo, re dei Franchi orientali, istituì la marca di Carniola, che nel 957 passò sotto l'autorità di Ludovico II il Germanico e nel 976 nel ducato di Carinzia, appena costituito dall'imperatore Ottone II.
Il ducato di Carinzia passò nel XIV secolo a Mainardo II di Tirolo-Gorizia, come ricompensa per i servigi resi all'imperatore Rodolfo I contro Ottocaro II di Boemia. Nel 1335 alla morte del figlio di Mainardo, Enrico di Carinzia e Tirolo, la regione venne affidata da Ludovico il Bavaro alla casa d’Asburgo.
Con il trattato di Schönbrunn (1809) entrò a far parte delle Province Illiriche, ma con il congresso di Vienna nel 1815 rientrò in mano austriaca. In tale occasione San Vito divenne un comune autonomo del ricostituito Ducato di Carniola (a sua volta inserito sino al 1849 nel Regno d'Illiria). Il comune comprendeva i villaggi di: Podbreg (ted. Podbrech), che includeva anche il nucleo abitato di Hrašče; Orehovica (ted. Orechouza o Oreichouza); Podgrič (ted. Podgritsch), che includeva anche l'altopiano di Nanos; Poreče (ted. Poretsche). La località era nota col toponimo tedesco di Sankt Veit e con quelli sloveni di Šent Vid o Šembid. Dal punto di vista amministrativo faceva parte del distretto giudiziario di Vipacco (Vipava, Wippach) e di quello politico di Postumia (Postojna, Adelsberg).
Nel 1920, dopo la prima guerra mondiale e in seguito al Trattato di Rapallo, entrò a far parte del Regno d'Italia, venendo inquadrato nel 1923 nel Circondario di Gorizia della provincia del Friuli come comune autonomo, che comprendeva le stesse frazioni dell'epoca asburgica: Oreccovizza (Orehovica), Podibrega/Prediriva (Podbreg), Podigrici/Pogricci (Podgrič), Nanos (Nanos) e Porecia/Porecci di Vipacco (Poreče). In questo periodo il nome del comune venne italianizzato in San Vito di Vipacco. Nel 1927 il comune passò alla ricostituita provincia di Gorizia, mentre l'anno successivo il comune assorbì il comune di Podraga e quello di Monte Urabice, che includeva i centri di Bogo (Bogo), Iacovizza/Giacozze (Jakovice), Tabor, Grise (Griže), Machinice/Machinici Comparetti (Mahniče), Poglie/Pòglie Grande (Veliko Polje) e Sella (Sela).
Nel 1947, in seguito alla seconda guerra mondiale e ai Trattati di Parigi, il comune passò alla Jugoslavia, divenendo nel dopoguerra parte del comune di Vipacco. Dal 1991 fa parte della Slovenia.

## Monumenti e luoghi d'interesse
- Castello Rosenek: eretto alla fine del XIV secolo, sorge nelle vicinanze del borgo Roženek, verso l'insediamento di Podraga.
- Chiesa parrocchiale di San Vito: presenta un presbiterio in stile gotico, che attualmente costituisce una cappella laterale dedicata alla Madonna del Rosario. Sulla volta del presbiterio e sul retro dell'altare sono conservati alcuni affreschi eseguiti verso la fine del XV secolo.
- Chiesa dei Santi Cosma e Damiano, indicata dai residenti come chiesa di San Rocco.